# Porcellionides antalyensis
Porcellionides antalyensis is een pissebed uit de familie Porcellionidae. De wetenschappelijke naam van de soort is voor het eerst geldig gepubliceerd in 1941 door Karl Wilhelm Verhoeff.